# Sophie Capewell
Sophie Capewell (Lichfield, 4 september 1998) is een baanwielrenster uit Engeland.

## Carrière
Als junior werd Capewell nationaal kampioene bij de junioren. Sinds 2015 rijdt ze voor het British Cycling Team.
In 2017 werd ze nationaal kampioene op de onderdelen keirin en team-sprint. In 2019 werd ze nationaal kampioene op het onderdeel sprint.
Op de Wereldkampioenschappen baanwielrennen 2020 reed ze op het onderdeel sprint.
Op de Olympische Spelen van 2024 won ze goud op het onderdeel teamsprint met Emma Finucane en Katy Marchant.

## Palmares
| Jaar | BK                        | EK                  | WK         | Overige                              |
| ---- | ------------------------- | ------------------- | ---------- | ------------------------------------ |
| 2017 | keirin · sprint           |                     |            |                                      |
| 2018 | sprint · keirin           |                     |            |                                      |
| 2019 | sprint                    |                     |            |                                      |
| 2020 |                           |                     |            |                                      |
| 2021 |                           |                     | teamsprint |                                      |
| 2022 | sprint · keirin           |                     | teamsprint | Gemenebestspelen: · keirin · tijdrit |
| 2023 | sprint · tijdrit · keirin | teamsprint · sprint | teamsprint |                                      |
| 2024 |                           | teamsprint          | teamsprint | OS: · teamsprint                     |

2012: Welte, Vogel ·
2016: Gong, Zhong ·
2020: Bao, Zhong ·
2024: Capewell, Finucane, Marchant